# Cyklojízda

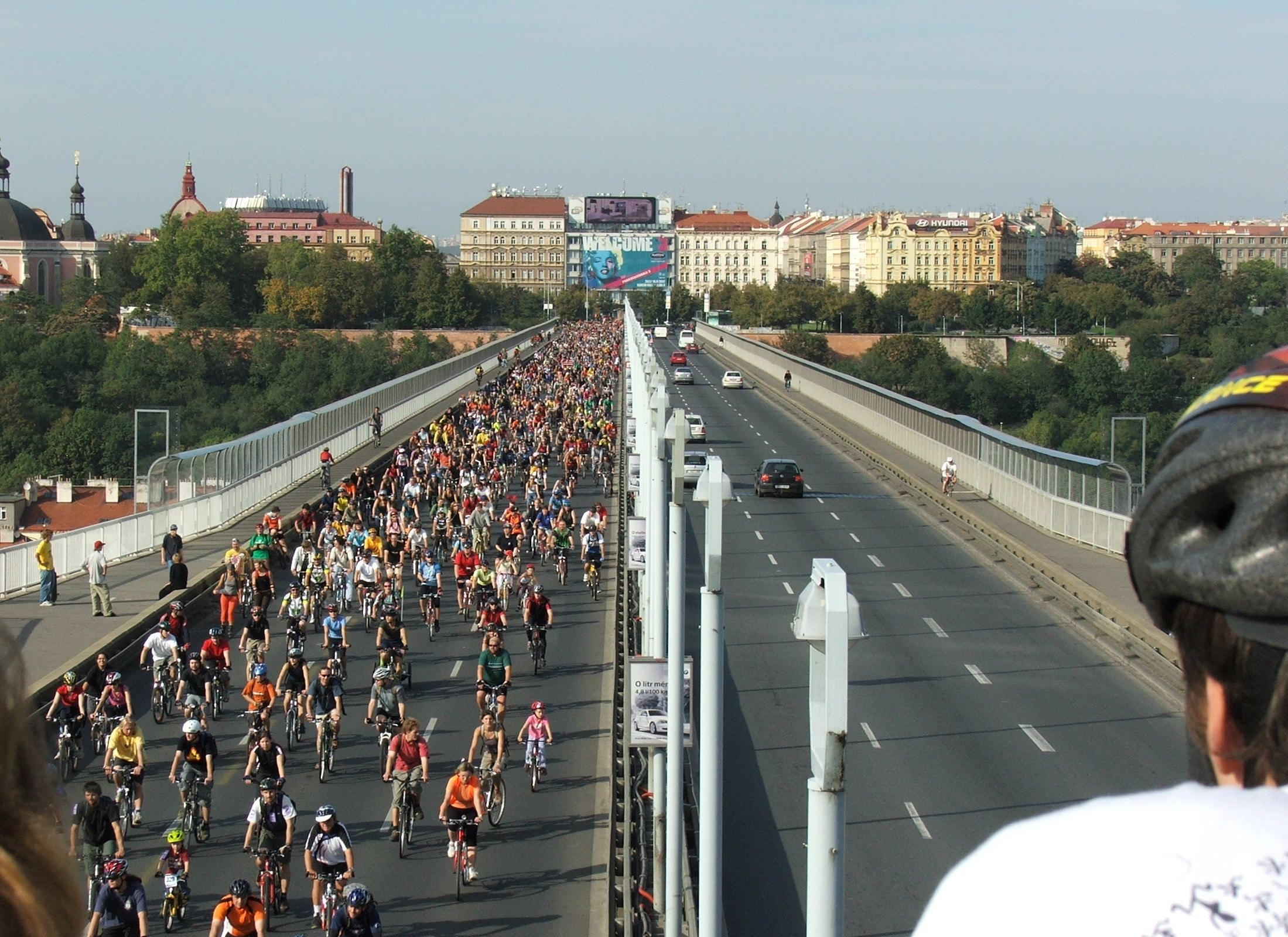
Cyklisté na pražském Nuselském mostě při cyklojízdě v září 2007

Cyklojízda je hromadná jízda převážně cyklistů ve skupině s desítkami až tisíci účastníky. Cyklojízdy se uskutečňují ve městech za běžného dopravního provozu nebo za doprovodu policie. Cílem je společný zážitek, happening, propagace cyklistiky ale i upozornění na špatné podmínky cyklistické dopravy.
V angličtině se užívá jako ekvivalent Critical mass, přestože původně tento termín značil pouze určitý druh jízdy spontánní, živelné, neorganizované a následně poté konkrétního hnutí propagující tyto myšlenky.

## Historie

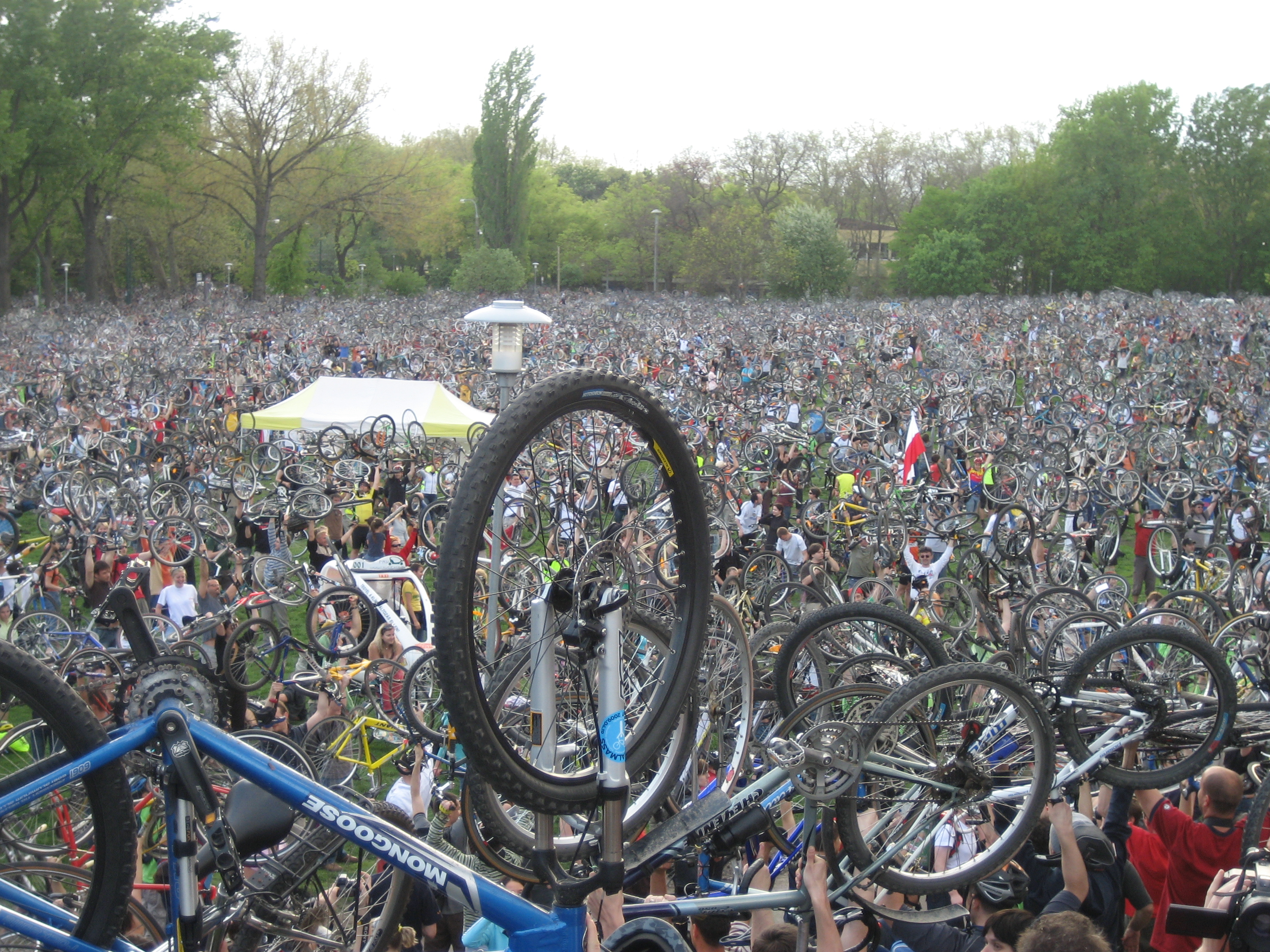
Cyklisté zvedají kola nad hlavu na srazu budapešťské cyklojízdy v dubnu 2009

Jedna z prvních zdokumentovaných cyklojízd proběhla o sobotní noci 25. července 1896 v San Franciscu. Zúčastnilo se jí asi 5 000 lidí a cílem mělo být zlepšení infrastruktury města pro individuální dopravu. Časem však bylo nadšení vystřídáno zaujetím pro automobilismus a cyklistické hnutí upadlo v zapomnění.
Renesance nastala v západní světě v 70. letech zejména v Nizozemí (kde mělo stopy hnutí Provo), v Paříži, ve Stockholmu a z amerických měst pak Berkeley, New York. Motivací byly ekologické demonstrace proti masové automobilové dopravě nebo jen cíleně za zlepšení prostředí pro cyklistiku.
V 80. letech se několik let organizovaly jízdy v dánské Kodani pro zlepšení podmínek pro cyklisty, dnes se toto město považuje za cyklistickou velmoc.
Devadesátá léta zviditelnila koncept cyklojízd jako "Critical Mass". V červenci 1992 se jela první "Critical Mass ride" v San Franciscu, kterou se krátce na to podařilo vyvinout ve spontánní jízdu bez hierarchie, ale s pevně daným místem a časem startu. To mělo usnadnit nezávislost na organizátorech i nepostižitelnost ze strany policie. Název se inspiroval cyklistickou dopravou v Číně (v ulicích neřízených semafory cyklisté přejíždějící přes ulici plnou aut se musejí svým počtem dostat nad „kritickou masu“, aby počtem získali respekt, dostali přednost a mohli projet) a čerpá z dokumentárního filmu Return of the Scorcher. Než se jízdy rozšířily do desítek měst v USA a následně do Evropy a ostatního světa se po San Franciscu, Berkeley, New Yorku a Londýně, pátým městem stala Praha a to již na podzim v roce 1993. Jízdy byly založené skupinou cyklistických kurýrů ze San Francisca a zpočátku byly komorní. Založení pražské Critical Mass korespondovalo s prvním světovým Kurýrním šampionátu v Berlíně. Od roku 1997 byly jízdy v režii squaterů z Ladronky. 
V roce 2007 se v Budapešti podařilo na jízdu mobilizovat 50 000 cyklistů, v roce 2008 až 80 000 cyklistů (v roce 2011 jen 30 tisíc).
V roce 2013 se k hnutí "Critical Mass" hlásilo přibližně 500 měst, s původním neorganizovaným pojetím nemusí však sdílet víc než sounáležitost.

## Pravidla a cíl cyklojízdy
Cílem cyklojízdy je nebo může být:
- setkání lidí podobné motivace, diskuze
- společná jízda v bezpečné bublině jízdy, která překročila kritický počet – opak jedince v běžném provozu na kole
- happening a zviditelnění cyklistů – jedinec na ulici není mezi velkými auty vidět
- forma protestu proti špatnému stavu infrastruktury
- návštěva míst, která jsou pro jednotlivce tabu

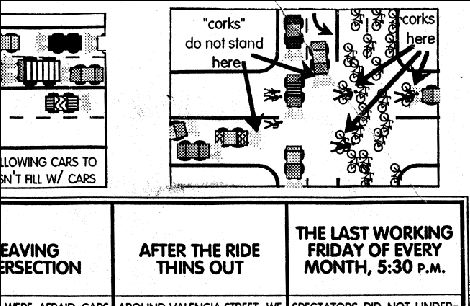
Původní pokyny pro špuntaře ze San Francisca roku 1992

Cyklojízda má vlastní pravidla, které zabezpečí její provedení:
- je předem stanoveno místo srazu a trasa jízdy, případně návazný program
- během jízdy je snaha udržet všechny účastníky v uceleném pelotonu
- jezdí se vedle sebe v celé šířce jízdního pruhu
- uplatňují se také špuntaři (diplomaté), jezdci mimo peloton urychlující jeho hladký průjezd, např. zabraňující vjezdu automobilům do rozjetého pelotonu
- za určitých okolností může být účelné (rychlost průjezdu, bezpečnost účastníků) za pomoci špuntařů nepouštět jednotlivé chodce na přechod nebo jízda na červenou
- podle výkladu zákona různými orgány státní správy (obec, policie) a podle zhodnocení situace může být:
  - ohlášeno shromáždění podle shromažďovacího zákona
  - zažádáno o zvláštní užití komunikace podle provozu na pozemních komunikacích
  - může být přidělen doprovod nebo dozor státní nebo městská policie, kteří legalizují práci špuntařů

Všechny velké cyklojízdy v Praze mají vyjednaný doprovod Policie a Zvláštní užití komunikace od MHMP.

### Critical mass

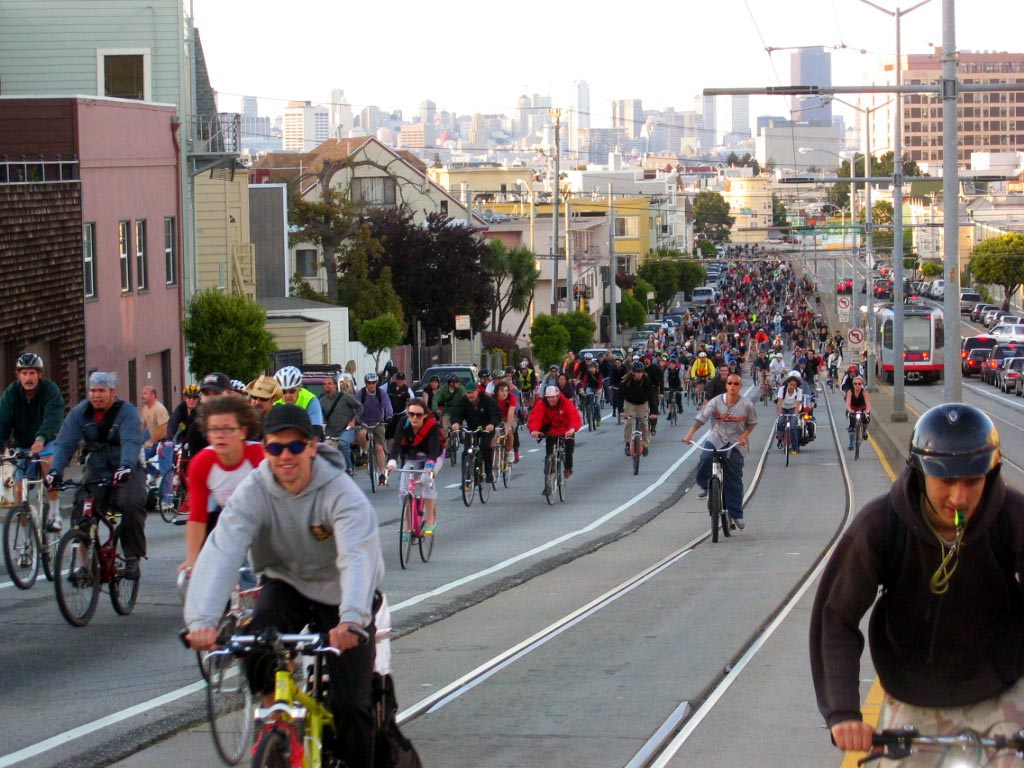
Critical Mass 2007, San Francisco

Critical mass může značit několik různých významů:
- obecný anglický termín pro cyklojízdu
- určitý formát neorganizované spontánní cyklojízdy volně formulovaný v roce 1992 v San Franciscu[18]
- hnutí propagující formát ze San Francisca, k němuž se mnozí organizátoři ve světě alespoň formálně hlásí[19]

Critical Mass je cyklojízda pořádaná typicky poslední pátek každého měsíce. Snahou bylo usnadnit tradici tím, že iniciátoři jsou nezávislí na organizovaných a hierarchických strukturách přesto, že takové v San Franciscu existovaly. Daný je jen čas a místo srazu, trasa jízdy je spontánní.
Původní myšlenkou Critical Mass bylo podobně jako v jiných městech upoutat pozornost na to, jak nepřívětivá je infrastruktura vůči cyklistům. Nepředstavuje pouze naplánování a provedení jízdy městem, ale spojuje i několik dalších vlastností, např. ekologický aspekt, specifickou atmosféru.

### Kritika
Část veřejnosti jízdy kritizuje jako narušování zákonného pořádku (zákon však cyklojízdu nezná), blokování dopravy (účastníci tvrdí my jsme doprava), porušování předpisů (např. jízda vedle sebe) a že účastníci nemají povinné vybavení (např. světla, odrazky). Vzhledem k neregistrování jednotlivých účastníků a propojení jinými kulturními akcemi, je potřeba brát čísla účastníků jako nepřesný odhad.

## Česká republika
V České republice se cyklojízdy  v roce 2013 konaly jednou nebo dvakrát ročně v devíti městech, ještě v roce 2011 to byla jen čtyři města, častěji zejména v Praze, Brně a Olomouci. 
Mezi města s největšími a nejstaršími cyklojízdami patří: 
- Praha – první jízda nejpozději od roku 2001, velké cyklojízdy se účastní stovky až několik tisíc lidí,[29] rekordní počet 5 tisíc byl v dubnu roku 2015.[25]
- Brno – první jízda od roku 1990, velké cyklojízdy se účastní 200–300 lidí, rekordní počet 1050 byl v září roku 2013[12]
- Plzeň – první jízda od roku 2012, jízdy v roce 2013 se účastnilo 300 lidí[30]
- Ostrava – první jízda od roku 2007, jízdy v roce 2012 se účastnilo 200 lidí[31]